# Americká kolonizační společnost
Americká kolonizační společnost (anglicky American Colonisation Society) byla politická organizace založená ve Spojených státech amerických v roce 1816. Jejím záměrem bylo umožnit návrat potomků černých otroků zpět do jejich původní vlasti. Pro tento účel byl zakoupen pozemek v okolí Guinejského zálivu. Na zakoupení pozemku přispěl Americký kongres částkou 100 000 dolarů. První osvobození černoši připluli roku 1820 na plachetnici jménem Elizabeth. Na pobřeží založili několik osad, které se časem z rozšířily i do vnitrozemí. Po třiceti letech — roku 1847 — vznikl na území afrického kontinentu nezávislý stát. Dostal jméno Libérie — odvozenina z latinského přídavného jména „liber“ - tedy svobodný. Ústava nového státu byla sepsána podle amerického vzoru. Navíc v ústavě byla zakotveno, že běloch si zde nesmí zakoupit půdu a nemůže se stát liberijským občanem. American Colonization Society do nového státu dopravila asi šest tisíc potomků otroků, kteří dnes tvoří 5 % obyvatel země. Nově příchozí byli ve srovnání s domorodci vzdělanější, uplatňovali se proto lépe ve státní správě a to vedlo časem k nespokojenosti původních obyvatel. Nelíbilo se jim, že jim vládnou potomci bývalých otroků. Nesnadné soužití komunit vedlo až k nepokojům a pozdější občanské válce. American Colonization Society roku 1912 vyhlásila úpadek a zanikla, formálně se rozpustila až v roce 1964, kdy převedla své dokumenty do Kongresové knihovny.